# Piekło (katolicyzm)
Piekło – według nauki Kościoła katolickiego jest stanem wiecznego oddzielenia od Boga, miejscem kar dla tych, którzy umierają w stanie grzechu śmiertelnego, odrzucając Bożą miłość i miłosierdzie.
Do piekła trafiają ci, którzy dobrowolnie i świadomie odrzucają Boga, wybierając życie w grzechu. Stan ten jest wynikiem wolnego wyboru człowieka, który odwraca się od Bożej miłości i łaski.

## Opis teologiczny
Piekło jest stanem ostatecznego odrzucenia Boga, w którym dusze cierpią wieczne kary, wynikające z ich wyborów życiowych. W nauczaniu Kościoła katolickiego piekło jest miejscem, gdzie nie ma możliwości zmiany losu, a dusze doświadczają cierpienia zarówno duchowego, jak i fizycznego.

## Warunki trafienia do piekła
Według katolickiej doktryny, aby trafić do piekła, konieczne jest:
- Umrzeć w stanie grzechu śmiertelnego, czyli świadomie i dobrowolnie odrzucić Bożą miłość[4].
- Trwać w grzechu bez pokuty i nawrócenia[5].

## Charakterystyka piekła
- Piekło jest stanem wiecznej separacji od Boga, źródła wszelkiego dobra i miłości.
- Dusze w piekle doświadczają wiecznego cierpienia, które jest rezultatem ich grzechów i oddzielenia od Bożej obecności[6].
- Cierpienie w piekle jest opisywane jako „ogień nieugaszony”, co symbolizuje intensywność i wieczność kar piekielnych[7].

## Teologiczne znaczenie piekła
Piekło reprezentuje ostateczne odrzucenie Bożej miłości i miłosierdzia. Jest to miejsce, gdzie dusze, które świadomie wybrały życie w grzechu, doświadczają konsekwencji swoich wyborów. Teologia katolicka uczy, że Bóg pragnie zbawienia wszystkich ludzi, ale szanuje wolną wolę człowieka, który może odrzucić Jego miłość.

## Przestroga przed piekłem
Kościół katolicki wzywa wiernych do nawrócenia i pokuty, aby uniknąć piekła. Przypomina, że Boże miłosierdzie jest dostępne dla wszystkich, którzy szczerze żałują za swoje grzechy i pragną powrócić do Boga.

## Natura ognia piekielnego
Współcześnie uważa się, że kara piekła, obrazowo przedstawiana jako „ogień wieczny”, polega na wiecznej rozłące duszy od Boga. Jednak jeszcze w 1910 roku, według Catholic Encyclopedia, większość teologów katolickich zaliczała do kar piekielnych poena sensus (cierpienia fizyczne) i interpretowała ogień piekielny jako dosłowny, materialny ogień, choć pogląd o jego metaforycznym znaczeniu, wyznawany przez kilku ojców Kościoła (m.in. Orygenesa i Ambrożego z Mediolanu), a w czasach nowożytnych m.in. przez Ambrosiusa Catharinusa (zm. w 1553), nie był przez Kościół odrzucony.